# Ѵ

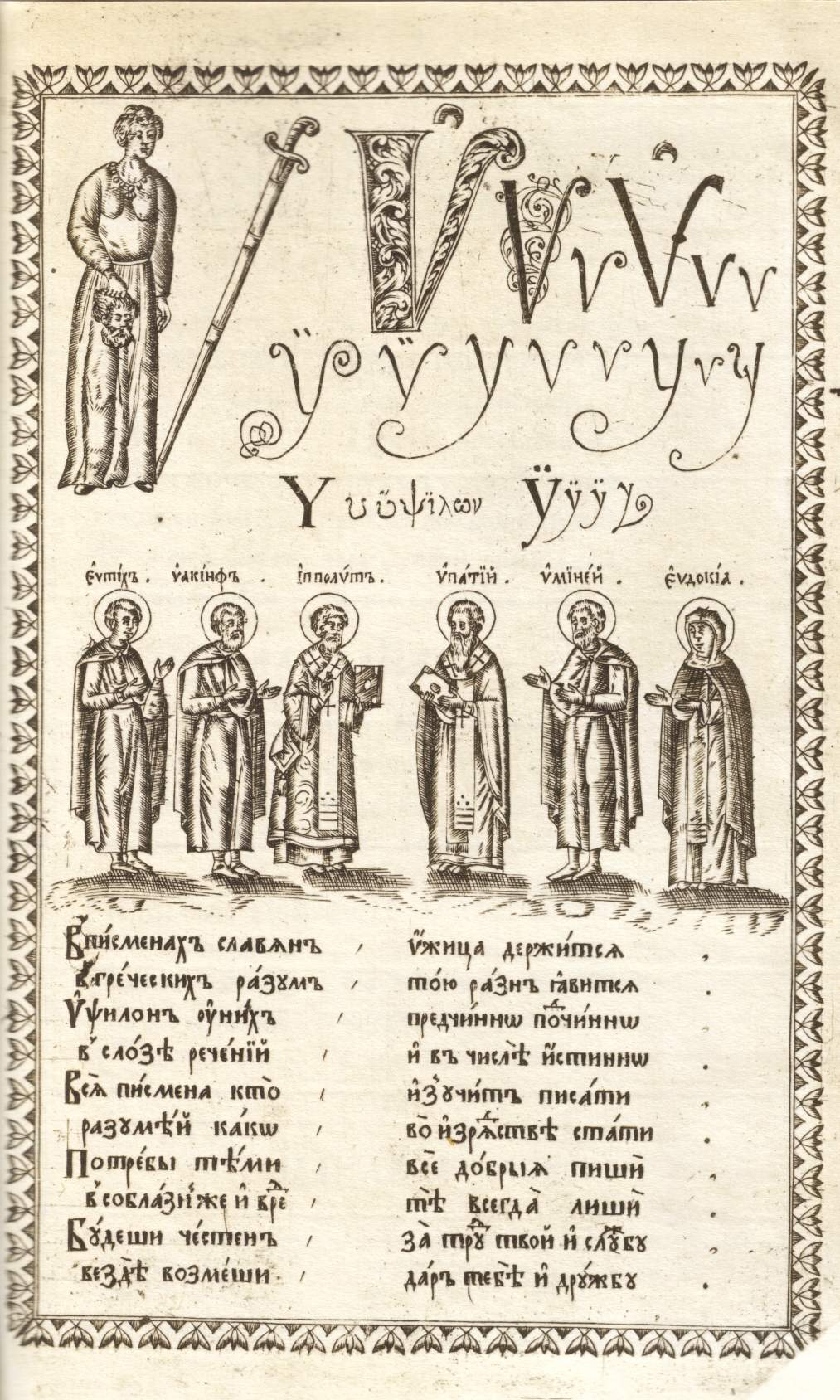
Les formes du ijitsa dans l’Alphabet de Karion Istomin de 1694.

Ijitsa (Ѵ, ѵ) également connue sous le nom ižica (en russe : ижица (ižica), en vieux slavon d'église : ѷжица) est une lettre archaïque de l'alphabet cyrillique (la 41e de l'ancien alphabet), éliminée depuis la réforme de 1918. Elle provient de la lettre grecque upsilon et se rencontre presque uniquement dans des emprunts au grec (cf. Liste de termes comportant un ѵ), ainsi, correspondant au Y (parfois U) français dans les grécismes.

## Utilisation
Le ѵ a été utilisé dans l’écriture de l’abkhaze dans l’alphabet de 37 lettres de 1862 de Peter von Uslar et dans l’alphabet de 55 lettres de 1909 d’Andreï Tchotchoua (ru).

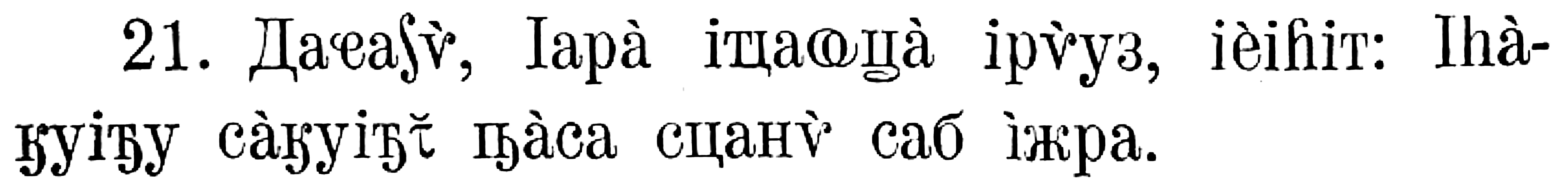
Matthieu 8:21 dans les Évangiles en abkhaze publiés en 1912.

## Sources
- (en) Michael Everson, David Birnbaum, Ralph Cleminson, Ivan Derzhanski, Vladislav Dorosh, Alexej Kryukov, Sorin Paliga et Klaas Ruppel, Proposal to encode additional Cyrillic characters in the BMP of the UCS (no N3194R, L2/07-003R), 21 mars 2007 (lire en ligne)
- [Gulia et Matchavariani 1892] (ru) Д. И. Гулиа et К. Д. Мачавариани, Абхазская азбука, Тифлис,‎ 1892 (lire en ligne)
- [Tchotchoua 1909] (ru) А. М. Ч̆оч̆уа, Аԥсуа Анбан, Абхазская азбука: Изданiе Кавказскаго Учебнаго Округа, Тифлис,‎ 1909 (présentation en ligne, lire en ligne)